# Робин (певица)
Вижте пояснителната страница за други личности с името Робин.
Робин Мириам Карлсон (на шведски: Robin Miriam Carlsson), по-известна с псевдонима си „Робин“, е шведска певица.

## Биография и творчество
Робин е родена на 12 юни 1979 г. в Стокхолм, Швеция.
Става популярна в края на 90-те години с хитовете си Show Me Love и „Do You Know (What It Takes)“ от дебютния си албум „Robyn Is Here“ (1997). Следват „With Every Heartbeat“, който заема първо място в чартовете на Великобритания, и албума и „Robyn“, които и донасят световен успех. 

## Албуми
- Robyn Is Here (1995)
- My Truth (1999)
- Don't Stop the Music (2002)
- Robyn (2005)
- Body Talk Pt. 1 (2010)
- Body Talk Pt. 2 (2010)
- Body Talk (2010)
- Honey (2018)

## EP албуми
- The Rakamonie EP (2006)
- The Cherrytree Sessions (2009)
- Body Talk Pt. 3 (2010)
- Do It Again (с Röyksopp) (2014)
- Love Is Free (с La Bagatelle Magique) (2015)
- Trust Me (с Mr. Tophat) (2016)